# Yamaha YZ 465
 (octobre 2019).
Si vous disposez d'ouvrages ou d'articles de référence ou si vous connaissez des sites web de qualité traitant du thème abordé ici, merci de compléter l'article en donnant les références utiles à sa vérifiabilité et en les liant à la section « Notes et références ».
La Yamaha YZ465 est une moto spécialement conçue pour les courses hors route et de motocross, de la marque Yamaha.

## Description
Il existe des différences notables entre la 465YZ et la 490YZ: L'augmentation de cylindrée, l'apparition d'un système de valve à l'admission, l'adoption du système d'amortisseur "Monocross" et d'une boite de vitesses 4 rapports au lieu de 5 auparavant. La production de la 490 cessera en 1991.